# Phare de Black Nore
Le phare de Black Nore est un phare situé sur Blacknore Point à Portishead dans le comté de Somerset en Angleterre. Il a été désactivé en 2010.
Il est maintenant protégé en tant que monument classé du Royaume-Uni de Grade II depuis juin 2011.

## Histoire
Le phare en métal peint en blanc de 11 m de haut a été construit par Trinity House pour guider la navigation dans l'Estuaire de la Severn à l'entrée et sortie du port de Bristol. Il émettait deux flashs blancs toutes les dix secondes. La lumière a été désactivée le 27 septembre 2010.
Le mécanisme d'entraînement de l'objectif biforme de 250 mm de 4e ordre était activé quotidiennement par la famille Ashford sur le territoire où il a été construit. Puis le mécanisme a été électrifié en 194, durant la Seconde Guerre mondiale. En 2000, les mécanismes d'enroulement et d'entraînement ont été remplacés par des moteurs électriques.
En octobre 2011, après sa mise hors service, il a été vendu à la Blacknore Lighthouse Trust pour sa préservation.
Identifiant : ARLHS : ENG-012 - Amirauté : A5482 - NGA : 6148 .
|                     |
| Phare de Black Nore |

|                 |
| Blacknore Point |

### Lien connexe
- Liste des phares en Angleterre